# El rumor del oleaje
El rumor del oleaje (japonés: 潮騒, Shiosai) es una novela del escritor japonés Yukio Mishima editada originalmente en 1954. Ambientada en Utajima, una remota isla habitada por pescadores, la trama aborda el paso de la adolescencia a la juventud amorosa de una pareja en un entorno arcádico, primitivo y elemental. Es considerada una de las más bellas historias de amor de la literatura. Hasta 2021 ha habido cinco adaptaciones cinematográficas.

## Sinopsis
En la isla de Utajima vive Shinji un joven que, tras finalizar su formación escolar, ha empezado a trabajar como pescador. Sin experiencia en temas amorosos la llegada de Hatsue, la hija del acomodado señor Teru, supone una revolución sentimental para ambos y se enamoran. Aunque los rumores que se propagan en la isla indican que Hatsue está encaminada a un matrimonio concertado con el hijo de una importante familia de la zona, lo cierto es que ambos jóvenes se atraen. Poco a poco irán descubriendo el amor y el sexo. Shinji, un joven humilde, trabajador y honrado, vive junto a su madre viuda, tras el fallecimiento de su padre durante un bombardeo en la Segunda Guerra Mundial, y su hermano que todavía está estudiando. Hatsue llama la atención de los hombres por su belleza pero también tiene valores nobles y la situación de Shinji no será un problema para ella. Sin embargo la aparición de terceras personas, que buscarán separarlos, o la oposición familiar a la relación serán los principales obstáculos para que su relación perviva.

## Análisis
Ambientada históricamente en la posguerra japonesa Mishima escribió la novela después de viajar a Grecia y quedar impresionado por su cultura clásica. Inspirada en la obra pastoril Dafnis y Cloe de Longo de Lesbos la novela opone, frente al culto al progreso y la modernidad encarnado en las grandes urbes como Tokio, la naturaleza y la creencia en sus antiguos dioses como fórmula para una vida de plenitud.